# Tomasz Froelich
Tomasz Mariusz Froelich (ur. 15 października 1988 w Hamburgu) – niemiecki polityk polskiego pochodzenia, poseł do Parlamentu Europejskiego X kadencji (od 2024).

## Życiorys
Jego pradziadkami byli polski wynalazca i uczestnik wojny polsko-bolszewickiej Adolf Froelich oraz Marian Kornet (pseud. „Trąbka”), który walczył w powstaniu warszawskim. Tomasz Froelich posiada poza niemieckim także obywatelstwo polskie.
W młodości uprawiał piłkę nożną, grał w klubie VfL 93 Hamburg. Otrzymał powołanie do reprezentacji Polski U-18. Studiował ekonomię społeczną na Uniwersytecie Ekonomicznym w Wiedniu oraz nauki polityczne i rozwój międzynarodowy na Uniwersytecie Wiedeńskim. Był koordynatorem libertariańskiego ruchu Students for Liberty w Wiedniu. Zajmował się działalnością publicystyczną i doradztwem politycznym.
W 2016 dołączył do Alternatywy dla Niemiec. Pracował dla lidera partii Jörga Meuthena, a także we frakcji Tożsamość i Demokracja w Europarlamencie. W 2019 objął funkcję wiceprzewodniczącego federalnych struktur organizacji młodzieżowej Junge Alternative für Deutschland. W wyborach w 2024 z ramienia swojego ugrupowania uzyskał mandat eurodeputowanego X kadencji.